# 風の輝く場所で
「風の輝く場所で」（かぜのかがやくばしょで）は、浜本沙良の3枚目のシングル。1995年5月19日にフォーライフ・レコードから発売された。

## 概要
- 日本テレビ系列で放送された『ぜぜぜのぜんじろう』のエンディングテーマとして使用された[2]。
- ミティアムテンポのラブソングとなっており、歌詞は風をテーマとしている[3]。浜本は本楽曲を「風の中で聴くと信じられないくらい気持ちいい。部屋の中で聴くのはもったいない楽曲。」と述べている[3]。
- カップリングの「my way home」は、同年3月17日に発売されたアルバム『Truth of Lies』からリカットされた楽曲である[4]。
- 2015年9月1日より、タワーレコードミュージックとレコチョクで配信販売が開始された[5]。

## 収録曲
（全編曲：有賀啓雄）
1. 風の輝く場所で [5:25]
作詞：けいこmoon、作曲：MOONLIGHT CAFÉ
  - 日本テレビ系『ぜぜぜのぜんじろう』エンディングテーマ[2]
2. my way home [4:12]
作詞：夏野芹子、作曲：羽場仁志
3. 風の輝く場所で [Instrumental] [5:23]

## 収録アルバム
| 曲名        | 収録アルバム      | 発売日        | 規格品番  |
| ----------- | ----------------- | ------------- | --------- |
| my way home | 『Truth of Lies』 | 1995年3月17日 | FLCF-3540 |